# Городская усадьба Хлебникова
Городская усадьба Хлебникова — дом с прилегающей территорией, построенный в конце XIX — начале XX века в Можайске Дисаном Алексеевичем Хлебниковым. Объект культурного наследия народов России регионального значения.

## Описание
Одноэтажный дом на высоком цоколе с несколькими парадными и служебными лестницами выстроен из кирпича и отштукатурен. Все фасады отличаются индивидуальностью. Интерьер дома выдержан в стиле парадного городского особняка. На северной границе участка находится одноэтажный флигель, в нем располагалась небольшая конюшня и каретный сарай. В парковом саду были высажены редкие растения, в настоящий момент сохранилась лишь одна лиственница.
Эксперты-архитекторы так описывали внешний вид усадьбы: «Все фасады индивидуальны. Снабженные ризалитами и различными выступами, в том числе бокового крыльца и террасы с лестницей в сад, они отличаются подчеркнутой объемностью и пластическим разнообразием. Особенно выразителен обращенный на улицу главный фасад. Во внешней обработке здания преобладают мотивы эклектики с элементом стилизации ренессансных и классических форм. Дом с хозяйственным флигелем и небольшой сад в ограде из металлических звеньев занимают угол одного из центральных кварталов города. Здания сложены из кирпича, оштукатурены. Их художественный облик формируют черты эклектики и модерна».
Этот особняк является единственной городской дворянской усадьбой и единственным домом в стиле модерн в Можайске.
Усадьба входит в перечень архитектурных памятников Московской области.

## История

### Постройка дома
Дом был построен Дисаном Алексеевичем Хлебниковым, можайским купцом. Дисан женат на Марье Акимовне Кубеевой.
В 1906 году Д. А. Хлебников, продав свой пай за 25000 рублей в Ростокинской красильной фабрике (ныне находится на территории Москвы), вернулся в родной город Можайск. В списках домохозяев он появляется только в 1910 году, когда баллотируется в городскую управу. Значит Дисан владел недвижимостью уже в 1910 году, соответственно 1906—1910 гг. и нужно считать временем постройки дома. Дом был построен за 15000 рублей.
В 1912 году в столетие Бородинской битвы в доме должен был остановиться Николай II, однако царь предпочёл остановиться на Бородинском поле.
В 1915 году Д. А. Хлебников получает промысловое свидетельство по городу Можайску, но продолжает числиться мещанином, не объявляя купеческий капитал.

### Советский период
После революции Дисан дарит свой дом Исполнительному комитету. После февральских событий Дисан занимал должность торгового депутата.
26 июля 1918 года исполком Совета крестьянских и рабочих депутатов принял постановление о национализации ряда домов, среди которых был и особняк Хлебникова. Опись имущества июля 1918 описывает полную обстановку дома: парадные комнаты с диванами, ломберные столы, пианино, граммофон, картины с гравюрами и кухня. В комнатах находятся комод, туалетный столик, сундук, гардероб. Предположительно здание использовалось владельцем как административно-представительское. В цоколе могло размещаться чистое производство, контора могла быть устроена на первом этаже. Товарная лавка вероятно располагалась во флигеле.
В марте 1918 года Исполком Совета рабочих и крестьянских депутатов по докладу конфискационной комиссии о принятии ими имущества Д. Хлебникова постановил описать и произвести оценку товаров, находящихся в лавке Д. Хлебникова по существующим ценам кооператива.
В 1918-1919 гг. в доме Дисана размещался Можайский военкомат.
В середине 1920-х здание, находящийся в ведении Совета трудящихся, был отдан уездному комитету ВКП(б), который располагался там до 1941 года.
В годы Великой Отечественной войны в доме формировались партизанские отряды. В 1942—1945 гг. временный райком был расположен в доме по ул. Фрунзе 15 (существует по сей день).
После войны в здании размещался также Райком ВЛКСМ, а потом районное управление сельского хозяйства.

### Запустение

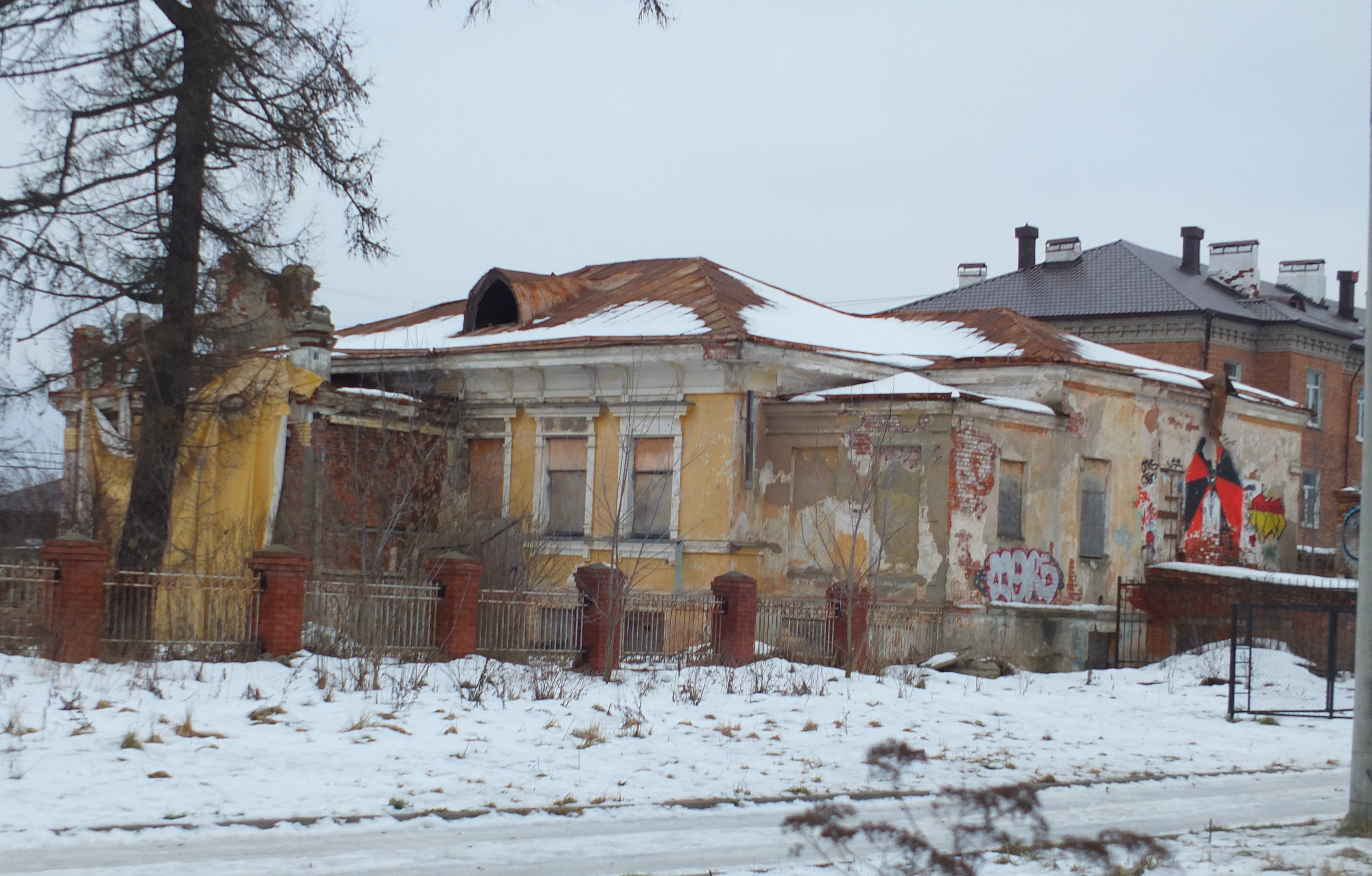
Усадьба в 2013 году
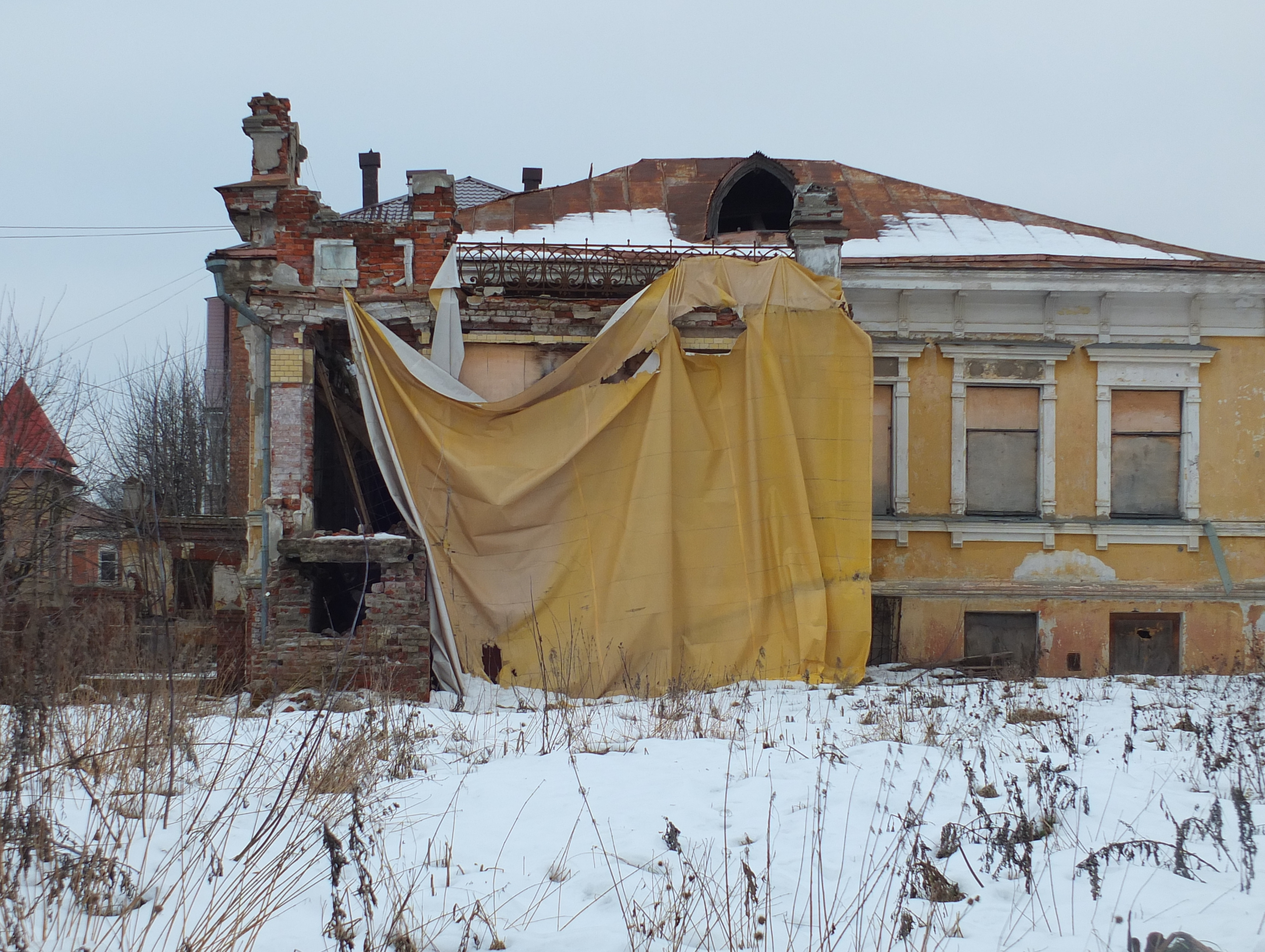
Усадьба в 2013 году
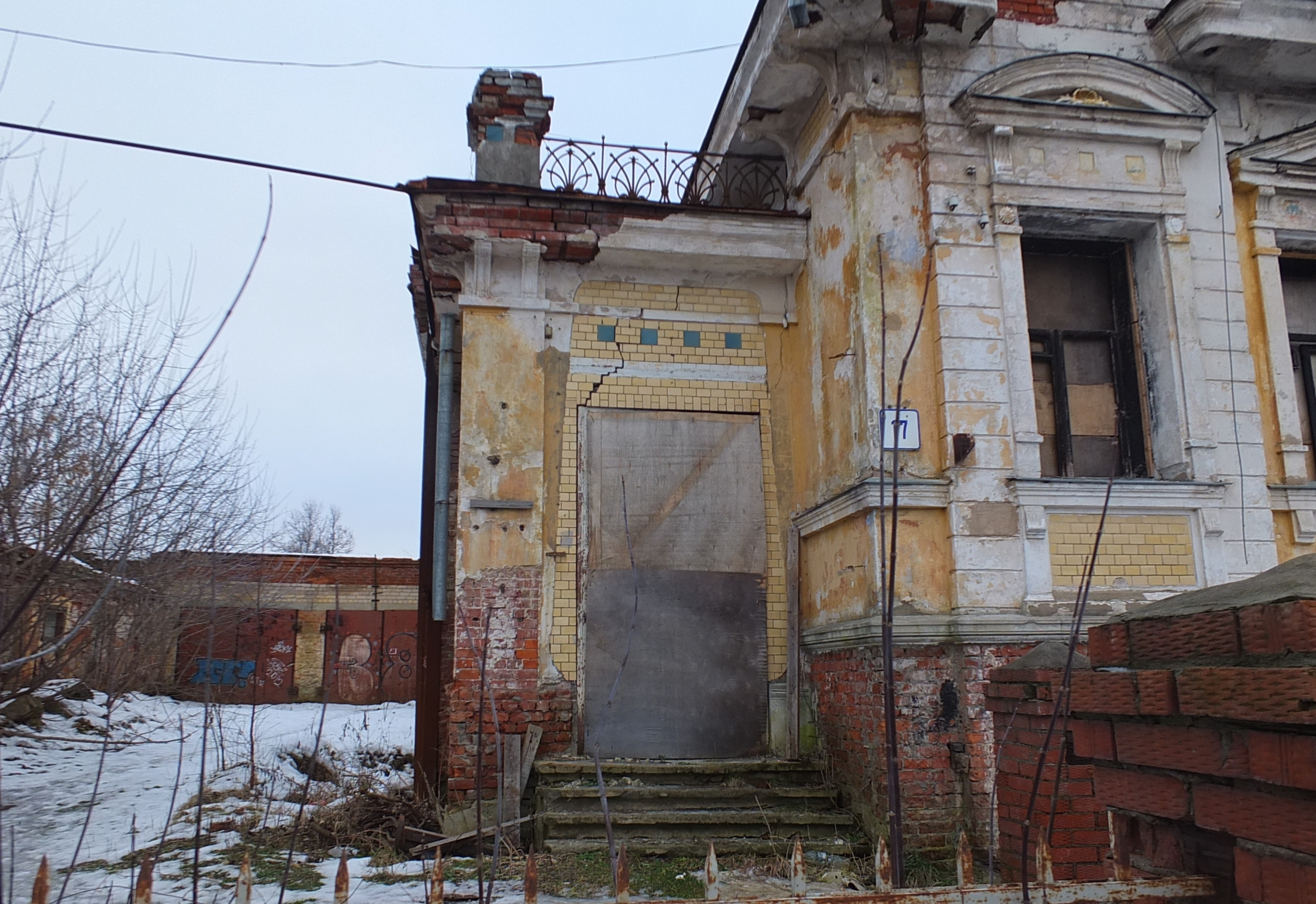
Усадьба в 2013 году
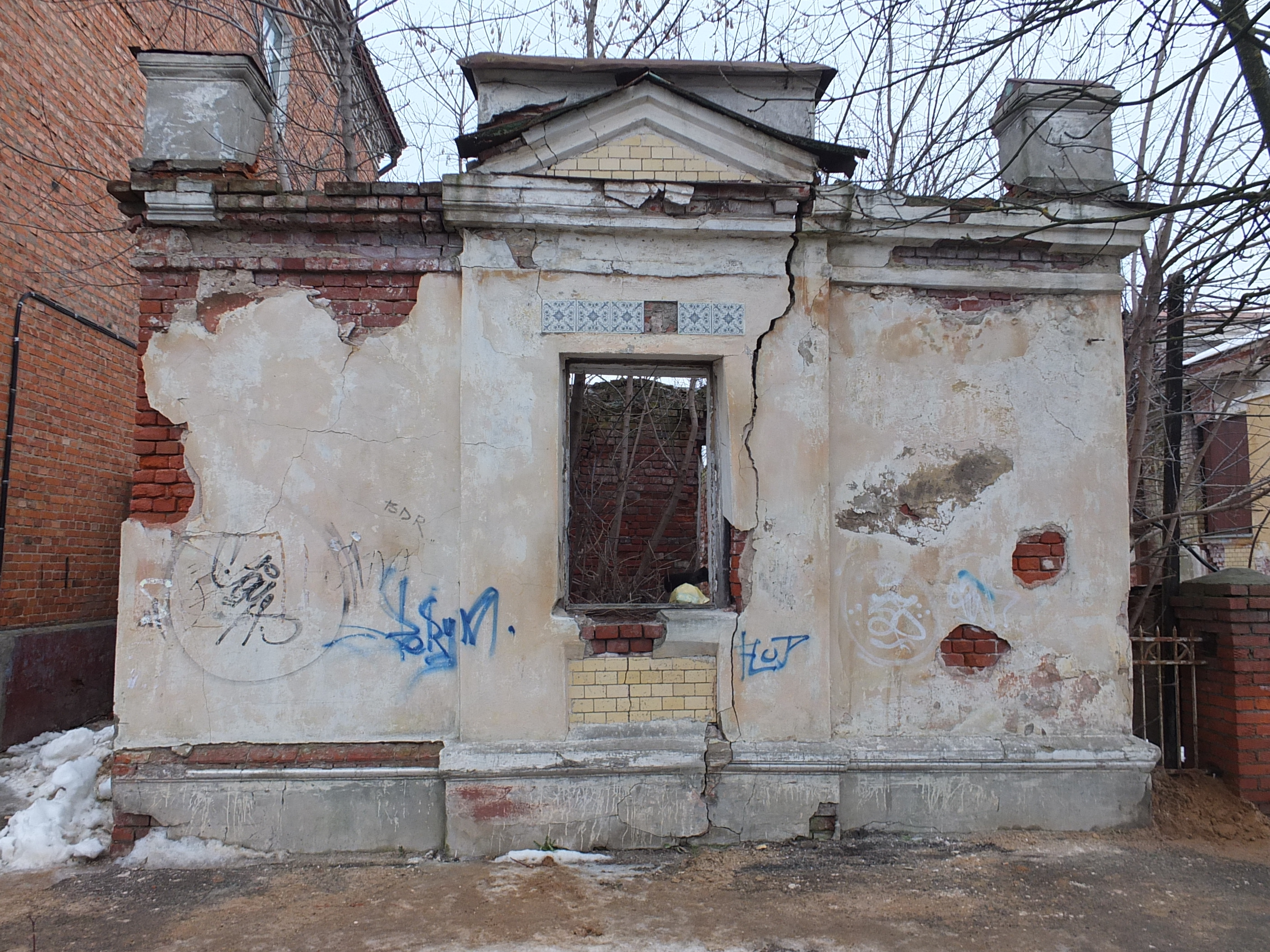
Флигель в 2013 году

В начале 1990-х дом остался без хозяев, что привело к сильному разрушению фасадов и вырубке сада с экзотическими деревьями. Также этому способствовали 3 пожара (19 октября 2006; 2007; лето 2009).
Приказом Министерства культуры от 31 декабря 1998 № 354 главный дом и хозяйственный флигель были признаны выявленными объектами культуры.
Первая попытка отреставрировать дом была проведена в 2008 году.
18 апреля 2012 года на территории усадьбы и прилежащей территории был проведён субботник.
Летом 2012 года дом был накрыт тентом под предлогом проведения реставрационных работ, но кроме незначительного укрепления фундамента ничего не было сделано.
Благодаря Министерству культуры усадьба попадает в программу «Развитие сферы культуры на территории Московской области» на 2013—2015 года.
В начале 2013 года объявлено о возможном проведении реставрационных работ.
В сентябре 2014 года начались восстановительные работы, включающие в себя «частичную выборочную замену разрушенных конструкций, ремонт кровли».
В ноябре 2014 года, а затем и в марте 2015 года усадьба была выставлена на торги в рамках губернаторской программы «Усадьбы Подмосковья». Проведённые соответственно 3 февраля и 22 мая аукционы, не дали никаких результатов.
5 ноября 2015 года стало известно, что усадьба была сдана в аренду за 786905,9 рублей. Победителем в аукционе стало подмосковное предприятие ООО «Донжон» из Истры. На сегодня известно, что в 2017 году договор аренды был аннулирован и усадьба по прежнему прибывает в запустении.
В ноябре 2018 года состояние усадьбы было показано в выпуске программы "Наступление на наследие", который был посвящен городу Можайск. Телеведущий Андрей Новичков показал остатки главного дома и флигеля, после чего призвал местные власти срочно начать реставрационные работы. Выпуск вызвал большой общественный резонанс.

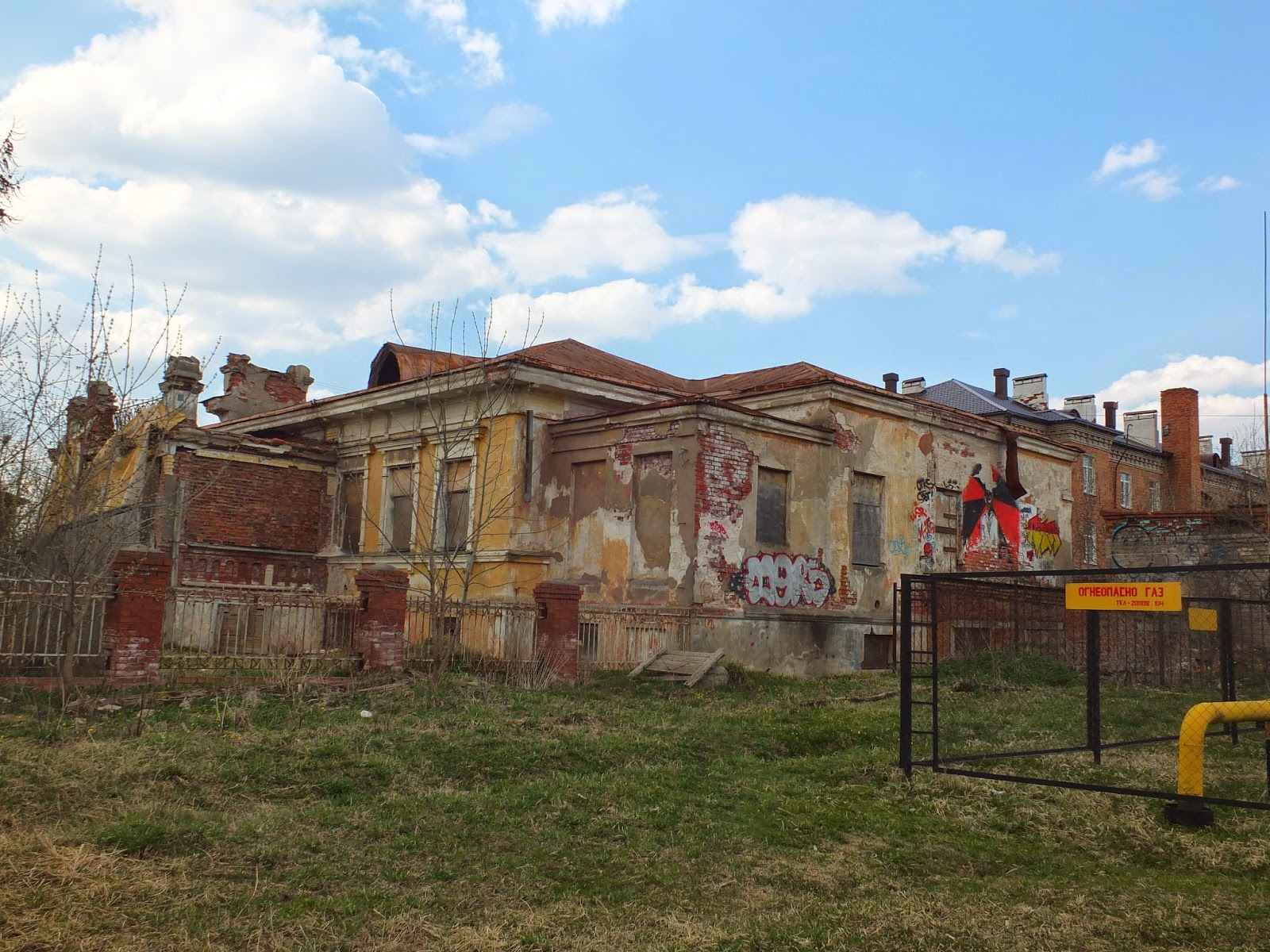
Усадьба в 2014 году
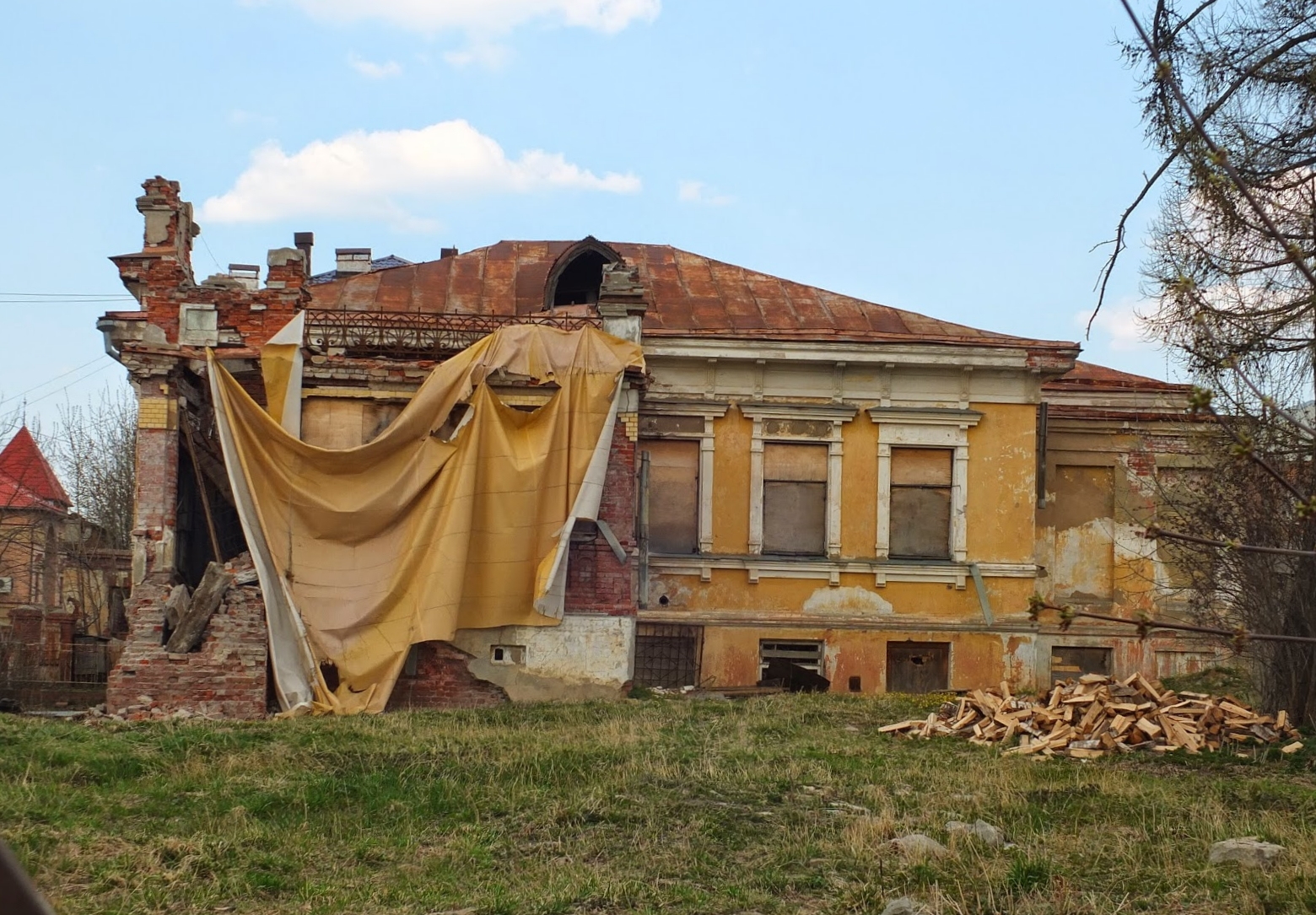
Усадьба в 2014 году
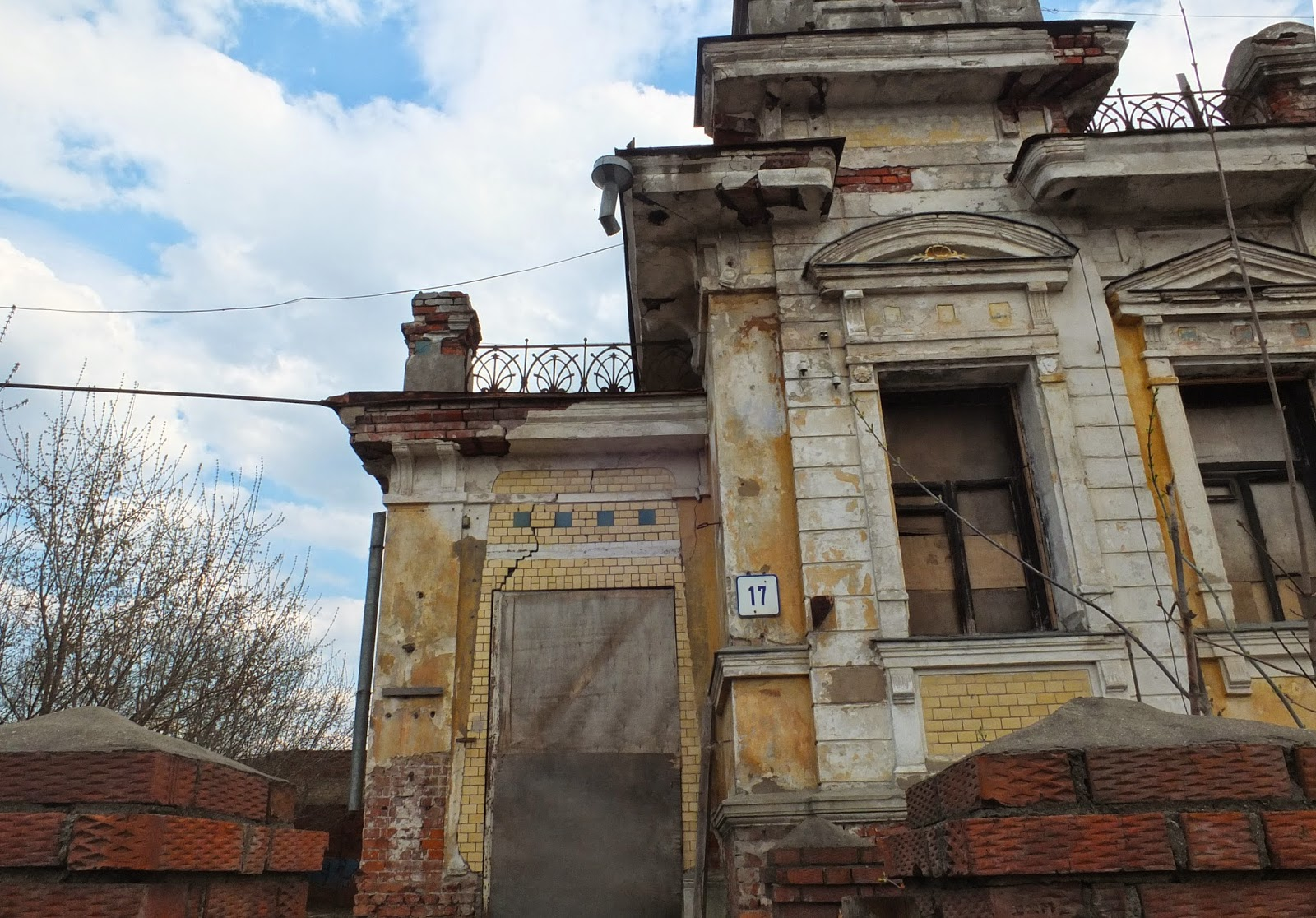
Усадьба в 2014 году
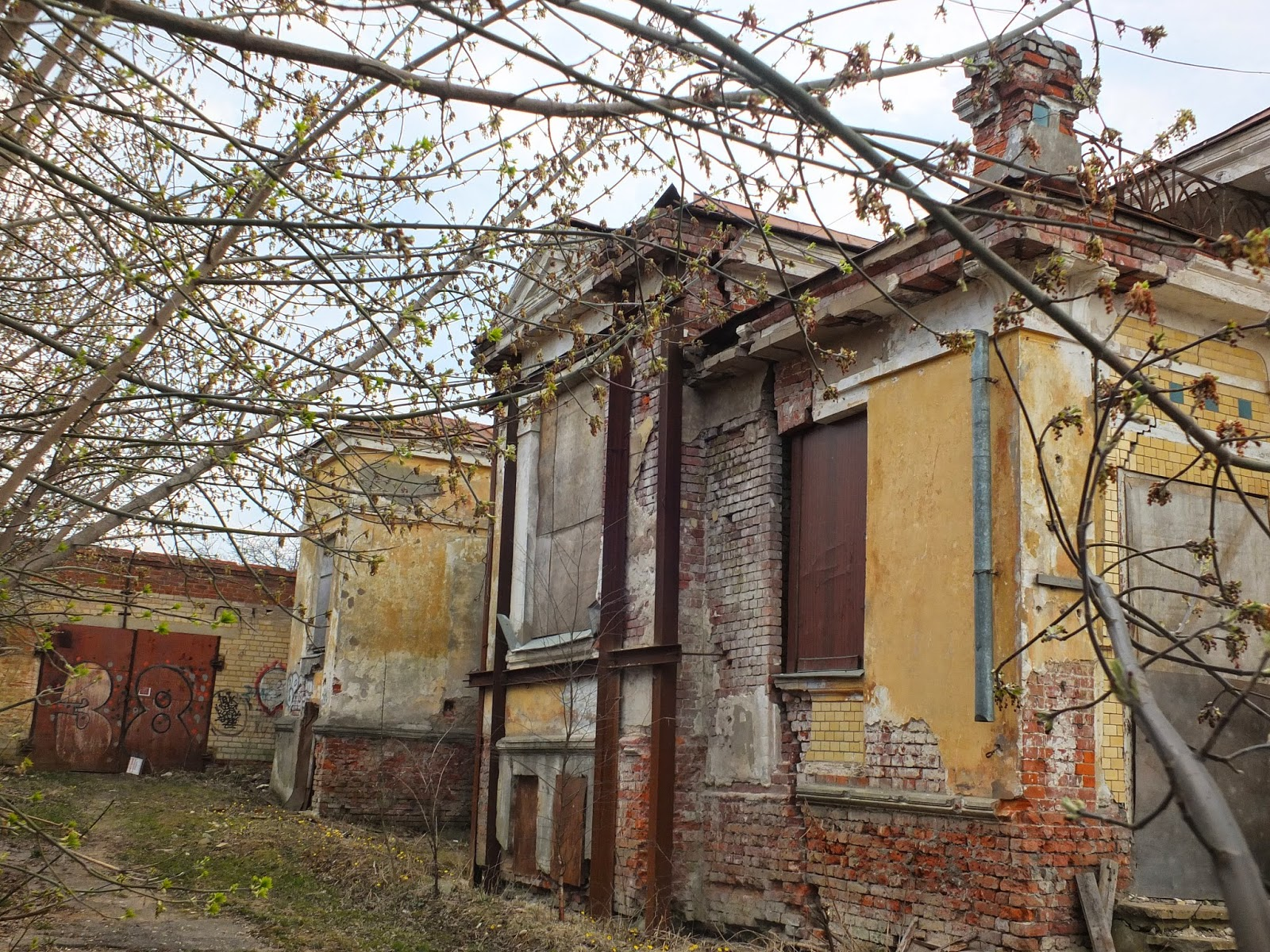
Усадьба в 2014 году
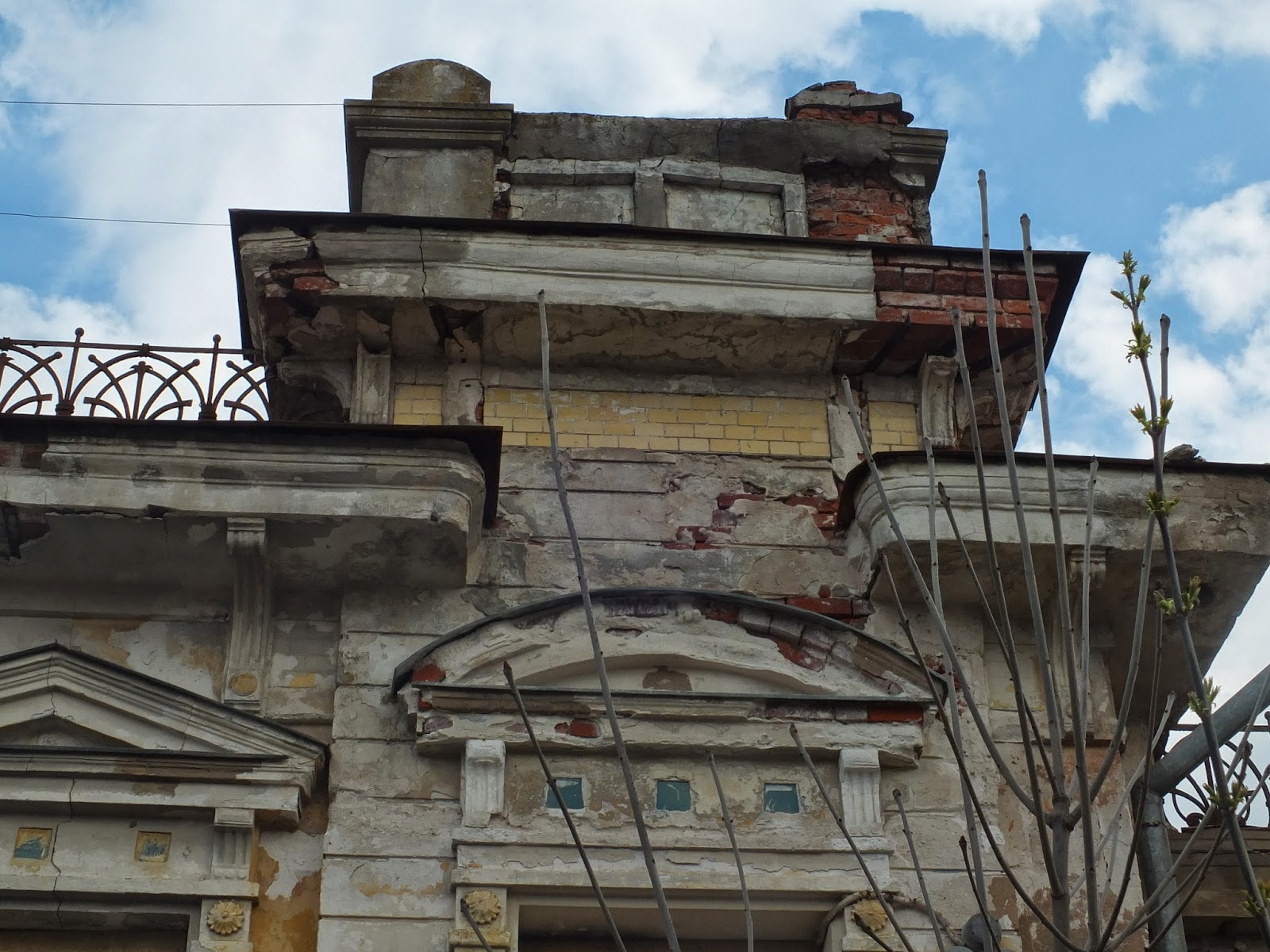
Усадьба в 2014 году
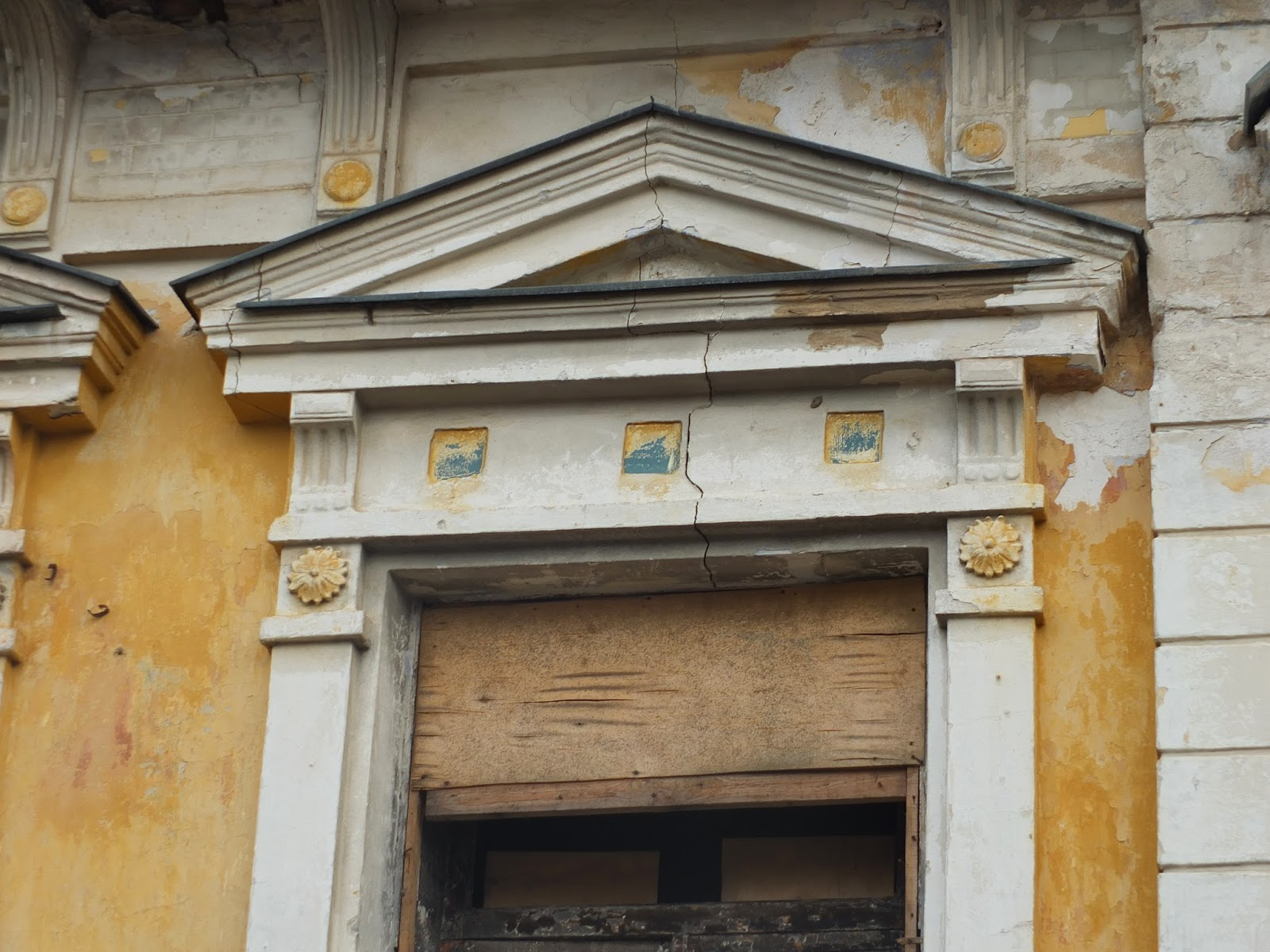
Усадьба в 2014 году
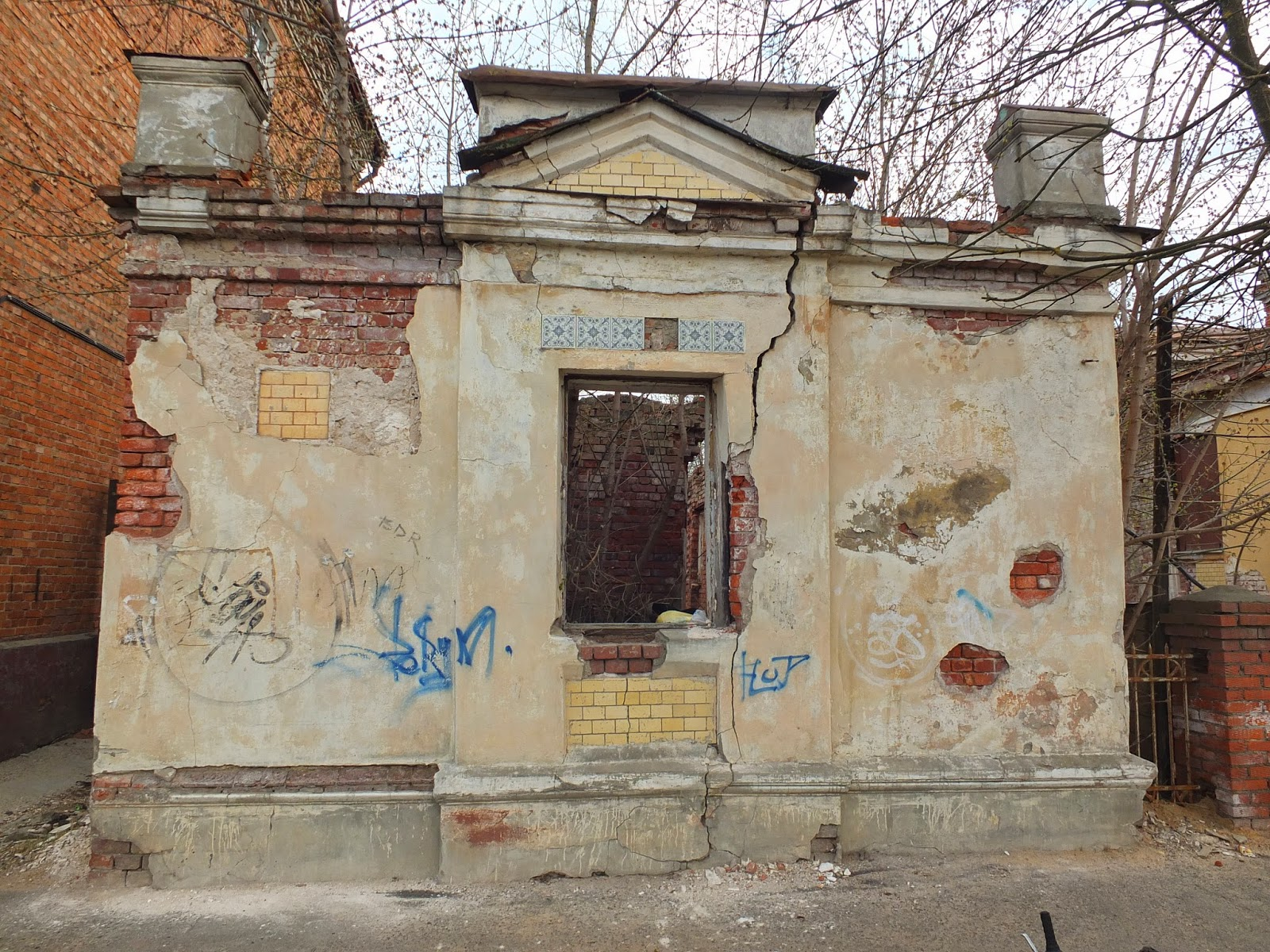
Флигель в 2014 году
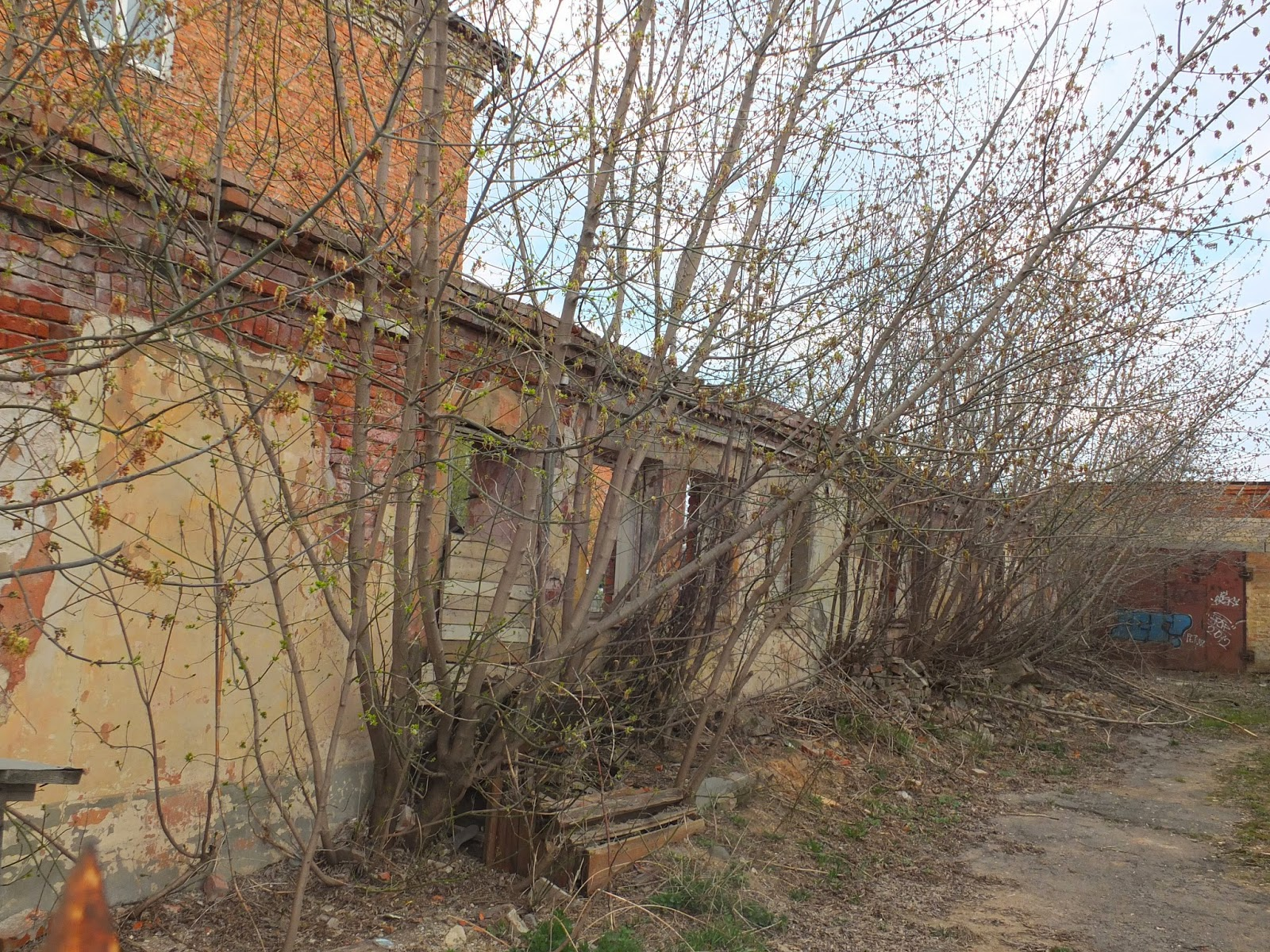
Флигель в 2014 году
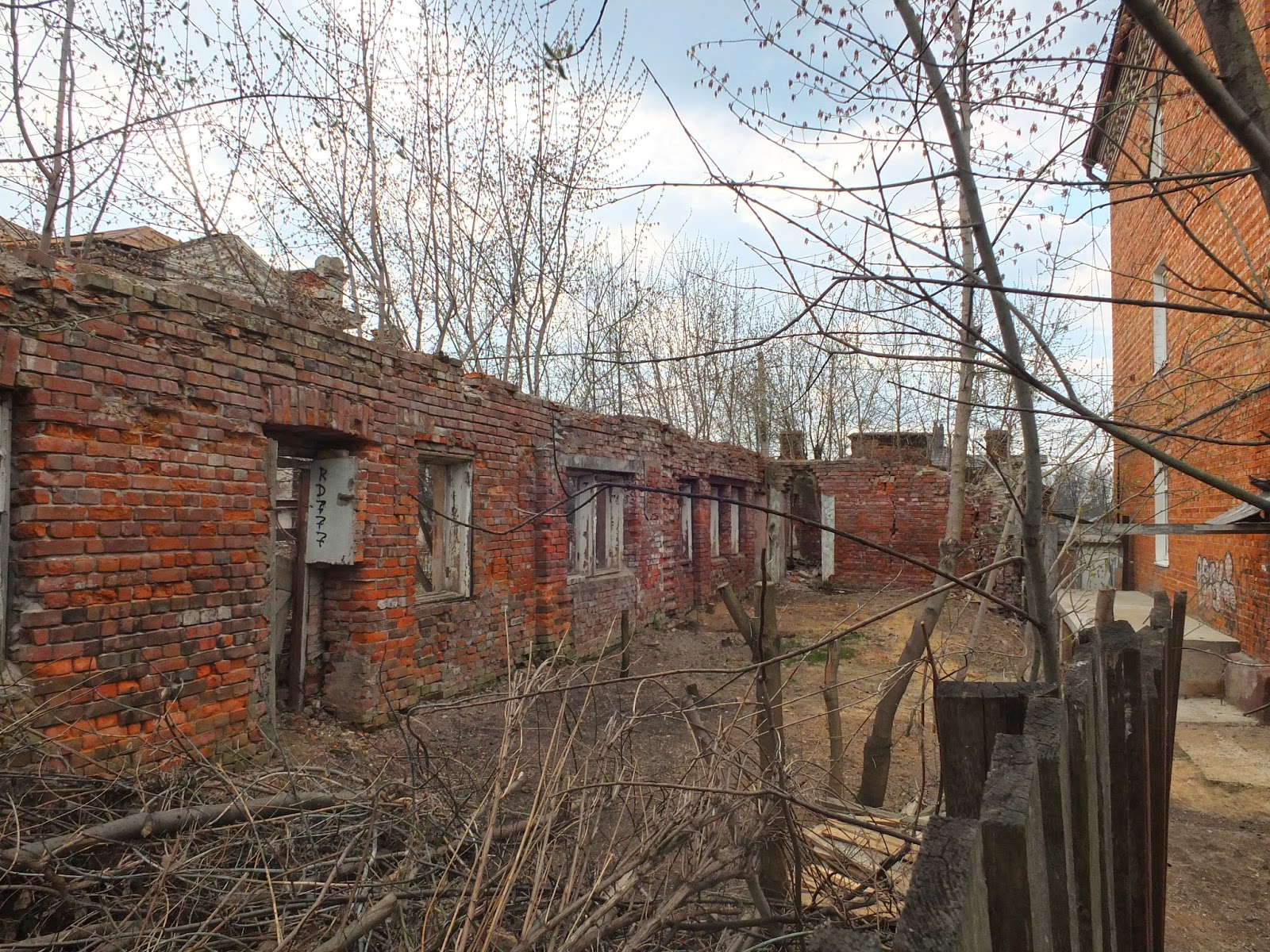
Флигель в 2014 году

## Вопрос принадлежности усадьбы
Распространено мнение, что основателем и первым владельцем городской усадьбы был Леонтий Владимирович Ролле. Однако во всех исторических документах конца XIX — начала XX века упоминается именно дом Хлебникова. Поиски в архивах, произведенные по заказу администрации Можайского района, СНРППМ (Специальная Научная Реставрационная Проектно-Производственная Мастерская) выявили, что рассматриваемый дом принадлежал именно Дисану Хлебникову, тогда как Леонтий Владимирович Ролле был владельцем участка земли на другом углу пересечения улиц.
Вероятней всего путаница произошла по той причине, что дом Хлебникова и дом Ролле имели один адрес — перекресток улиц Большой Афанасьевской и Сретенской. На основании купчих, выявлена история участка Л. В. Ролле. Это был наследственный дом М. И. Пыркина, проданный И. К. Логачеву, в 1888 году был продан И. И. Власьеву, а в 1902 году был куплен Л. В. Ролле. Дом Ролле стоял прямо напротив дома Хлебникова, предположительно был запечатлен на фотографии 1980-х годов. До наших дней не дошел.
Расхождения с версией об основателе начинаются в 1981 году, когда в Министерстве культуры Московской области оказывается неправильная информация: «Паспорт усадьбы городской по сведению местных жителей принадлежит фабриканту Ралле. Других сведений не обнаружено. Составил архитектор Шармин 15 октября 1981 года…». Но в книге В. В. Карлова «Можайск» 1981 года фотография дома подписана как «бывший дом Д. А. Хлебникова».

Можайский краеведы Н. И. Власьев и В. И. Горохов также не подтверждали версию о строительстве дома Ролле. Горохов писал: 
«…в августе 1906 года... в Можайск переехал из Москвы можайский уроженец Дисан Алексеевич Хлебников, имевший пай в какой-то небольшой фабрике, получивший выгодные заказы в русско-японскую войну. Он взял свой пай, построил себе в Можайске хороший дом (ныне Горком партии ВКП(б). Дом Д.А. Хлебниковым выстроен для приема императорской семьи, которую ждали на празднование 100-летия Бородинского сражения. Однако царская семья торжества провела на Бородинском поле и в монастыре. Отдыхать удалились в оборудованный для них поезд, кроме государя Всея Руси Николая II, который устроил праздник в царском селе Бородино для местной знати»

В своих дневниках от 25 марта 1938 года Н. И. Власьев пишет:
...задумчиво прошел дом Дисана Хлебникова… повернул к Вознесенской церкви… низко поклонился, мысленно простился со священником о. Петром Виноградовым, который был моим законоучителем и духовником

## Ансамбль усадьбы
- Усадьба Хлебникова — главный усадебный дом. Находится в плохом состоянии.
- Флигель усадьбы — в руинированом состоянии, лишен крыши. Западная часть имеет все стены, восточная имеет только южную стену, северная стена утрачена.
- Гараж — кирпичное здание гаража, пристроенное в советское время. Находится в удовлетворительном состоянии.
- Парк — всё что осталось от старого усадебного парка — одна лиственница.